# Kapo

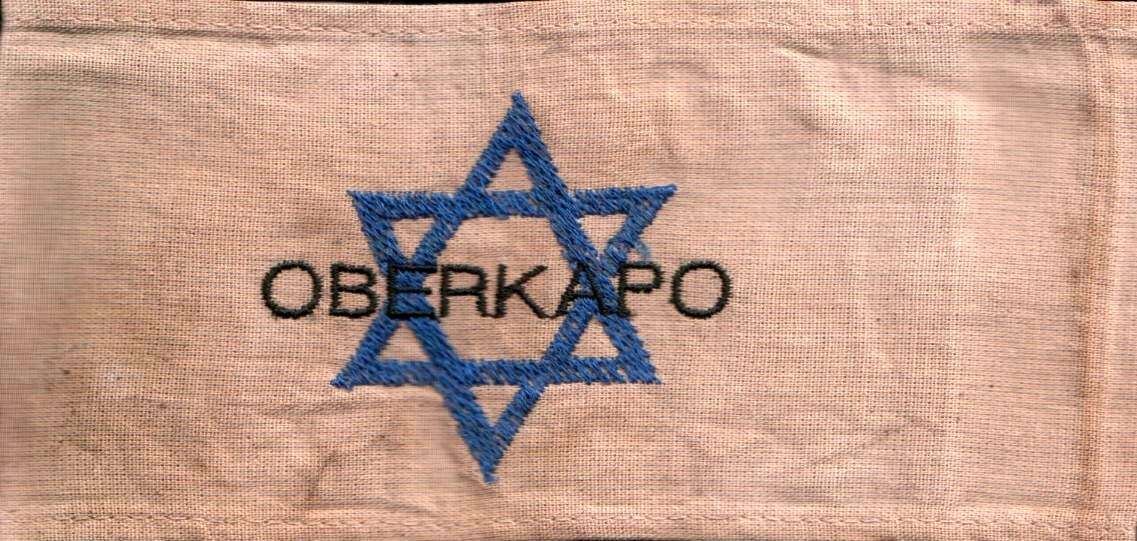
Brazalete de un oberkapo (kapo jefe).

Kapo (a veces Capo) era un término usado para ciertos presos, también llamados funktionshäftlinge (singular: funktionshäftling) que trabajaron dentro de los campos de concentración nazis durante la Segunda Guerra Mundial en varias posiciones administrativas más bajas.

## Etimología
El origen de la palabra no está claro. kapo podría ser:
- Según la Jewish Virtual Library, contracción del término eufemístico kameradschaftspolizei, algo así como "policía de camaradería", donde "camaradería" alude tanto al compañerismo entre los presos como a la relación especial del capo con los administradores del campo.
- Adaptación del italiano il capo, "la cabeza" o "el capataz".
- Según Duden, contracción del nombre del rango militar francés caporal (cabo).
- Según Robert D. McFadden, ganador de un premio Pulitzer en 1996, la palabra procede del término lagerkapo ("capitán de campo").
En el caso de que la palabra proviniese del italiano, no sería necesariamente un término de origen militar, sino que probablemente llegase con los obreros migratorios como forma de referirse al capataz. capo es, a pie de obra, un término normal para referirse al oficial de albañil que ejerce funciones de capataz. Posiblemente así pasó la palabra kapo ya de forma temprana en el campo de concentración de Dachau al lenguaje propio de los deportados („Lagerszpracha“). En el campo de concentración de Auschwitz se usa el término en órdenes en las que se prohíbe explícitamente la participación de los kapos en los grupos de trabajo (arbeitskommandos).
Para el escritor italiano Primo Levi, sobreviviente de Auschwitz, el término kapo "alemán deriva directamente del italiano y la pronunciación truncada introducida por los prisioneros franceses [···] es preferida en Italia precisamente por su valor diferenciador".

## Organización
Normalmente, los kapos no realizaban trabajos manuales, sino que ejercían funciones de supervisión. Se les asignaban capataces y gozaban de privilegios relativos en comparación con los demás presos (mejor alimentación y mejores condiciones laborales), lo cual aumentaba sus posibilidades de supervivencia. La decisión de la SS de escoger a uno u otro prisionero como Kapo era táctica, y su objetivo era que las órdenes se transmitieran de la forma más fluida posible y se impusiesen sin escrúpulos. Kapos fueron por ejemplo criminales profesionales, antiguos integrantes de la SA o presos políticos. En el campo de Ravensbrück, la SS elegía al principio con frecuencia a presos clasificados 'antisociales' o 'criminales' como Funktionshäftlinge. Sin embargo, a partir de 1941 comenzó a elegir a presos políticos para sacar provecho de su eficiencia y disciplina. En algunos campos se instauró un "servicio de orden judío" (Jüdischer Ordnungsdienst), heredero de la "policia judía" de los guetos.
El cambio de la estructura de administración de un campo solía conllevar el cambio de la estructura de los kapos.
Algunos kapos mantuvieron una cierta integridad moral y desempeñaron labores que mejoraron notablemente la vida en los campos, llegando a ser respetados por el conjunto de los presos. Walter Cramer, por ejemplo, fue kapo de la enfermería del campo de Buchenwald y declarado en 1999 justo entre las naciones.

## Cine y literatura
La figura del kapo se ha descrito en muchos libros, entre ellos Si esto es un hombre de Primo Levi y El hombre en busca de sentido de Viktor Frankl, tratado en este caso desde el punto de vista de un psiquiatra. También se menciona en la autobiografía de Elie Wiesel, La noche.
La película  Kapò  de Gillo Pontecorvo de 1959 conquistó nominación al Oscar y fue premiada en festivales. Otras películas donde aparecen "kapos" son La vida es bella de Roberto Benigni, La decisión de Sophie de Alan J. Pakula, Nuit et brouillard de Alain Resnais, Portero de noche de Liliana Cavani, Escape de Sobibor, Naked among wolves, God on trial, El hijo de Saúl (Saul fia) y El fotógrafo de Mauthausen (Mar Targarona). También aparece en la serie Jaguar, de Carlos Sedes.